# 雲山駅
雲山駅（ウンサンえき）は、大韓民国慶尚北道安東市にかつて存在した韓国鉄道公社中央線の駅である。

## 歴史
- 1940年3月1日：開業[1]。
- 2004年4月1日：旅客取扱中止。
- 2020年9月23日：武陵駅 - 丹村駅間が新線に切り替え、事実上廃止。
- 2020年11月12日：廃止告示[2]。

## 隣の駅
韓国鉄道公社
中央線
安東駅 - (武陵駅) - 雲山駅 - (丹村駅) - (業洞信号場) - 義城駅